# 2142
Het jaar 2142 is een jaartal volgens de christelijke jaartelling.

## Gebeurtenissen
- 25 mei - Totale zonsverduistering in België en vrijwel geheel Nederland.[1]